# Rafael Andrés Olarra Guerrero
Rafael Olarra (Santiago de Xile, 26 de maig de 1978) és un futbolista xilè, que ocupa la posició de defensa.
Ha militat sobretot en equips del seu país, com Audax Italiano, Universidad de Chile (en tres etapes) i Universidad Católica. També ha disputat la competició argentina (Independiente), espanyola (CA Osasuna) i israelita (Maccabi Haifa FC).
Ha estat internacional amb la selecció de Xile en 30 ocasions, tot marcant un gol, participant en la Copa Amèrica de 1997 i de 2004. Amb la selecció olímpica hi va guanyar la medalla de bronze als Jocs Olímpics de Sydney 2000.

## Títols
- Liga Chilena de Fútbol: Primera División (4):
  - 1999, 2000, 2005 (C), 2009 (A)
- Copa Chile (1):
  - 2000
- Jocs Olímpics de Sydney 2000
  - Medalla de bronze
- Israeli Premier League (1):
  - 2005-06
- Toto Cup (1):
  - 2005-06